# Kasperl unter den Wilden
Kasperl unter den Wilden, auch als kulturhistorisches Drama in zwei Aufzügen bezeichnet, ist ein Puppenspiel von Franz von Pocci, in dem der Kasperl auf einer von Menschenfressern bewohnten Insel strandet. Sie erschien erstmals 1859 im Lustigen Komödienbüchlein, nachdem Pocci sie zunächst in seinem Buch Was du willst 1853 als Verserzählung veröffentlichte.

## Handlung

### Vorgeschichte
Die Vorgeschichte wird in der Ich-Form von Kasperl selbst erzählt, womit Pocci bewusst die Dramentheorie ignoriert und aus seiner Kasperl-Figur eine Art Alleinunterhalter macht. Zudem ist der Beginn mit seinem Schiffbruch sehr unrealistisch und kaum realisierbar auf der Bühne. Die Tendenz hin zu surrealen Welten im Puppentheater setzte sich auch nach Pocci noch fort und wurde unter anderem in der Augsburger Puppenkiste erweitert.

### Inhalt
Nachdem Kasperl Ärger mit seinem Gretl hatte, wurde er durch ein Missverständnis zum Matrosen. Doch als das Schiff Feuer fängt und untergeht, muss sich Kasperl ans Ufer einer einsamen Insel retten, wo er auf den wichtigtuerischen Professor Gerstlmaier trifft, der ihn zunächst für einen Vogel hält. Nachdem Kasperl Gerstlmaier seine Dienste angeboten hat, wird er von den Wilden entführt, denen er nur durch einen (falschen) Schwur zum Meergott Neptun entkommen kann, der ihn mit Hilfe eines Delphins und eines Vogels in seine Heimat zurückkehren lässt. Dort sorgt er mit seiner nächtlichen Ankunft für Angst und Verwechslung, weswegen der Nachtwächter auf Befehl des Bürgermeisters hin Großalarm ausrufen lässt. Schließlich klärt sich das Missverständnis auf, der Alarm wird eingestellt, Kasperl geht in ein Wirtshaus Biertrinken und wird sich danach vermutlich wieder mit Gretl versöhnen.

## Besonderheiten
Die Wilden sprechen eine Art Fantasiesprache, die sich aus deutschen Wortfetzen sowie erfundenen Elementen zusammensetzt. 
Spißi, Spaßi, Kasperladi,

Hicki, Hacki, Karbonadi,

Trenschi, Transchi, Apetiti,

Fressi, Frassi, Fetti, Fitti.

Mit dieser Fantasiesprache ähneln sie dem Kasperl und seinen wechselnden Dialekten und Sprachweisen.

Kasperl charakterisiert sich auch selbst, indem er sich als Dienerfigur bezeichnet und seine Fress- und Trinklust offenbart. Auch Meta-Gags wie die Aussage, er sei schon mit seiner Jacke auf die Welt gekommen (ergo eine fertige Puppe, beziehungsweise Marionette), zählen zu besonderen Momenten in der Geschichte.

## Unterschiede zwischen Puppenspiel und Verserzählung
Während der preußische Regierungsdampfer, der den wichtigtuerischen Gelehrten Gerstlmaier auf die einsame Insel bringt, im Lustigen Komödienbüchlein unter dem Namen Aquila aufgeführt wurde, trug er in der Handschrift (der Verserzählung) noch den historischen Namen Windebötel. In der Druckfassung entfällt somit ein Witz, den Pocci vermutlich wegen der herausfordernden Anzüglichkeit aufgab.

## Wiederkehrende Motive Poccis
Zu den typischen Elementen, die Pocci in vielen seiner Kasperlgeschichten einsetzt, gehören unter anderem die Verhör-Gags, bei denen sich der Kasperl immer wieder gerne verhört (So versteht er Spezi statt Spezies oder auch Hölle statt Höhle). Auch verschiedene Dialekte oder Sprachvariationen zählen zu den wiederkehrenden Motiven: Kasperl spricht mal Dialekt, dann Hochdeutsch und zuletzt ein "affektiertes Hochdeutsch". Auch ungewöhnliche Regieanweisungen wie das illusionsbrechende Beiseitesprechen oder die typische Gewalt-, Trink- und Fresslust des Kasperls kehren in Poccis Geschichten immer wieder zurück. Wortwitze, Doppeldeutigkeiten, natürliche Derbheit oder Wortverdrehungen zählen ebenfalls zu wiederkehrenden Motiven in Poccis Werken.

## Kasperl im Vergleich
Der Zweiakter Kasperl unter den Wilden bildet den Anfang einer Reihe von Kasperlgeschichten Poccis, in denen der kleinbürgerliche Held aus seiner gewohnten Umgebung ausbricht und Abenteuer in fremden Ländern erlebt. Auch wirkt der Kasperl in Kasperl unter den Wilden ein wenig zivilisierter: So fallen die sexuellen Anspielungen weg, wohingegen die Völlerei, der Alkoholkonsum und die Gewalt beibehalten werden. Als saufende, verfressene sowie ungebildete und faule Figur erinnert Poccis Kasper auch an den Bayern-Kasper, wohingegen die Mordlust, die sich auch in Kasperl in der Türkei zeigt, an den Hamburger Kasper angelehnt ist.

## Ausgaben (Auswahl)
- Pocci, Franz von (1999): Kasperlkomödien. Stuttgart: Reclam. ISBN 3-15-005247-5.